# Robert Jahrling
Robert Jährling (Benjamín Aráo, 14 februari 1974) is een Australisch voormalig roeier. Jährling debuteerde op de Wereldkampioenschappen roeien 1993 met een vijfde plaats in de vier-met-stuurman. Op de Olympische Zomerspelen 1996 maakte hij zijn Olympisch debuut met een zesde plaat in de acht. Vier jaar later behaald Jährling zijn grootste succes met een zilveren medaille in de acht tijdens de Olympische Zomerspelen 2000. Op de Wereldkampioenschappen roeien 2002 behaald Jährling zijn enige medaille op de wereldkampioenschappen roeien met en bronzen medaille in de niet Olympische twee-met-stuurman. Jährling sluit zijn carrière af met een vierde plaats tijdens de Olympische Zomerspelen 2004 in de acht.
Zijn ouders Harald Jährling en Marina Wilke wonnen beiden twee Olympische titels in het roeien voor Oost-Duitsland.

## Resultaten
- Wereldkampioenschappen roeien 1993 in Račice 5e in de vier-met-stuurman
- Wereldkampioenschappen roeien 1994 in Indianapolis 11e in de vier-met-stuurman
- Wereldkampioenschappen roeien 1995 in Tampere 11e in de acht
- Olympische Zomerspelen 1996 in Atlanta 6e in de acht
- Wereldkampioenschappen roeien 1997 in Aiguebelette-le-Lac 8e in de twee-zonder-stuurman
- Wereldkampioenschappen roeien 1999 in St. Catharines 7e in de acht
- Olympische Zomerspelen 2000 in Sydney  in de acht
- Wereldkampioenschappen roeien 2002 in Sevilla  in de twee-met-stuurman
- Wereldkampioenschappen roeien 2002 in Sevilla 7e in de vier-met-stuurman
- Olympische Zomerspelen 2004 in Athene 4e in de acht